# Michal Pivoňka
Michal Pivoňka (* 28. Januar 1966 in Kladno, Tschechoslowakei) ist ein ehemaliger tschechischer Eishockeyspieler, der im Verlauf seiner aktiven Karriere zwischen 1983 und 2000 unter anderem 920 Spiele für die Washington Capitals in der National Hockey League bestritten hat. Insbesondere auf internationaler Ebene feierte Pivoňka mit der tschechoslowakischen Nationalmannschaft zahlreiche Medaillengewinne, darunter der Gewinn der Goldmedaille bei der Weltmeisterschaft 1985.

## Karriere
Pivoňka spielte in der Jugend des Armeeklubs ASD Dukla Jihlava, wo er bis 1986 seinen Militärdienst ableistete und schon 1985 mit dem Team den tschechoslowakischen Meistertitel gewonnen hatte. Bereits im NHL Entry Draft 1984 war der Stürmer in der dritten Runde an 59. Position von den Washington Capitals ausgewählt worden.
Obwohl es zur Zeit des Eisernen Vorhangs für Spieler aus den Ostblock-Staaten schwierig war, eine Karriere in der National Hockey League zu verwirklichen, setzte sich Pivoňka im Sommer 1986 in die Vereinigten Staaten ab und schloss sich den Washington Capitals an. Dort füllte der Angreifer im Laufe der Jahre schnell die Lücke, die der Schwede Bengt-Åke Gustafsson nach seinem Rücktritt zum Sommer 1989 hinterlassen hatte. Mit dem Wechsel von Peter Bondra zu den Capitals im Sommer 1990 steigerte sich Pivoňka abermals und stellte in der Saison 1991/92 mit 80 Scorerpunkten einen persönlichen Rekord auf. In der Folge ließen die Punktausbeuten des Tschechen nach, aber er blieb mit Ausnahme von sieben Partien für den EC KAC in der Saison 1994/95, die wegen des Lockouts erst später begann, den Hauptstädtern treu. Mit 81 Punkten verbesserte er seinen Scoring-Rekord in der Spielzeit 1995/96 abermals. Durch Verletzungen kam Pivoňka in den folgenden drei Jahren nur noch zu wenigen Einsätzen und so verlängerten die Capitals den Vertrag nach 13 Jahren im Sommer 1999 nicht. Seine letzte Profisaison bestritt der Center in der Saison 1999/2000 mit den Kansas City Blades in der International Hockey League.

### International
Pivoňka vertrat die Tschechoslowakei bei den Junioren-Europameisterschaften 1983 und 1984, den Junioren-Weltmeisterschaften 1984, 1985 und 1986, den Weltmeisterschaften 1985 und 1986 sowie dem Canada Cup 1991.
Im Juniorenbereich gewann er bei der Junioren-Europameisterschaft 1984 die Silbermedaille und bei der Junioren-Europameisterschaft 1983 die Bronzemedaille. Bei der Junioren-Weltmeisterschaft 1984 errang die Tschechoslowaken die Silbermedaille sowie im Folgejahr Bronze. Nachdem Pivoňka bereits bei der Junioren-Europameisterschaft 1983 im All-Star-Team gestanden hatte, wurde er bei der Junioren-Weltmeisterschaft 1985 als bester Stürmer ausgezeichnet und ins All-Star-Team gewählt. Eine erneute Wahl ins All-Star-Team folgte 1986. Mit der Herren-Auswahl erzielte er 1985 den größten Erfolg seiner Karriere mit dem Gewinn des Weltmeistertitels.

## Erfolge und Auszeichnungen
- 1985 Tschechoslowakischer Meister mit dem ASD Dukla Jihlava

### International
| - 1983 Bronzemedaille bei der Junioren-Europameisterschaft - 1983 All-Star-Team der Junioren-Europameisterschaft - 1984 Bronzemedaille bei der Junioren-Weltmeisterschaft - 1984 Silbermedaille bei der Junioren-Europameisterschaft - 1985 Silbermedaille bei der Junioren-Weltmeisterschaft | - 1985 Bester Stürmer der Junioren-Weltmeisterschaft - 1985 All-Star-Team der Junioren-Weltmeisterschaft - 1985 Goldmedaille bei der Weltmeisterschaft - Silbermedaille bei der Europameisterschaft - 1986 All-Star-Team der Junioren-Weltmeisterschaft |

## Karrierestatistik

### International
Vertrat die Tschechoslowakei bei:
| - U18-Junioren-Europameisterschaft 1983 - U20-Junioren-Weltmeisterschaft 1984 - U18-Junioren-Europameisterschaft 1984 - U20-Junioren-Weltmeisterschaft 1985 | - Weltmeisterschaft 1985 - U20-Junioren-Weltmeisterschaft 1986 - Weltmeisterschaft 1986 - Canada Cup 1991 |

(Legende zur Spielerstatistik: Sp oder GP = absolvierte Spiele; T oder G = erzielte Tore; V oder A = erzielte Assists; Pkt oder Pts = erzielte Scorerpunkte; SM oder PIM = erhaltene Strafminuten; +/− = Plus/Minus-Bilanz; PP = erzielte Überzahltore; SH = erzielte Unterzahltore; GW = erzielte Siegtore; 1 Play-downs/Relegation; Kursiv: Statistik nicht vollständig)